# 織笠里佳子
織笠 里佳子（おりかさ りかこ）は、劇団四季所属の俳優。青森県出身。

## 略歴
東京藝術大学音楽学部で声楽を学ぶ。
2003年、劇団四季に入団。『ジーザス・クライスト=スーパースター』で初舞台。

## 出演作品
- ジーザス・クライスト=スーパースター
- 夢から醒めた夢 - マコの母役
- 美女と野獣 - ミセス・ポット役、タンス夫人役
- キャッツ - グリザベラ役
- サウンド・オブ・ミュージック - 修道院長役
- 壁抜け男 - A夫人(公務員)・共産主義者
- ジョン万次郎の夢 - ホイットフィールド夫人役